# ماكسيم برنييه
ماكسيم برنييه (ولد في 18 يناير 1963) سياسي كندي ومؤسس وزعيم حزب الشعب الكندي (بي بي سي). كان عضوًا سابقًا في حزب المحافظين الكندي، غادر برنييه المؤتمر الحزبي في عام 2018 لتأسيس حزب الشعب الكندي. كان عضوًا في البرلمان (نائب) عن دائرة بوس الانتخابية بين عامي 2006 و2019 وشغل منصب وزير مجلس الوزراء في حكومة هاربر.
قبل دخوله المعترك السياسي، عمل برنييه في مجال القانون والتمويل والمصارف. انتخب لأول مرة في مجلس العموم عضوًا محافظَا في الانتخابات التي جرت عام 2006 في نفس الدائرة التي مثلها والده، جيل برنييه، بين عامي 1984 و1997. شغل برنييه العديد من المناصب في حكومة رئيس الوزراء ستيفن هاربر. كان وزير الصناعة بين عامي 2006 و2007 قبل ترقيه إلى منصب وزير الشؤون الخارجية حتى استقالته في عام 2008 بعد عدم تمكنه من تأمين وثائق سرية. استمر في منصبه نائبًا في البرلمان دون صلاحيات حكومية حتى عام 2011، عندما عين وزيرًا للدولة لشؤون الأعمال الصغيرة والسياحة. بعد الانتخابات التي جرت في عام 2015، وبينما لم يعد المحافظون في السلطة، أعيد انتخابه نائبًا.
شارك برنييه في سباق زعامة الحزب المحافظ في انتخابات القيادة التي جرت سنة 2017. بعد تفوقه على الفائز النهائي أندرو شير في 12 جولة من التصويت، جاء في المركز الثاني بنسبة تفوق 49% في الجولة الثالثة عشرة. بعد خمسة عشر شهرًا، في أغسطس 2018، استقال برنييه من الحزب المحافظ ليشكل حزبه الخاص، حزب الشعب الكندي، مشيرًا إلى خلافاته مع قيادة شير. خسر مقعده البرلماني في الانتخابات التي جرت عام 2019 أمام المحافظ ريتشارد لوهو، ما إلى انقضاء تمثيل الحزب الشعبي في البرلمان. شارك برنييه في الانتخابات الفرعية ليورك سنتر في أكتوبر 2020، ولكنه خسر أمام يارا ساكس بنسبة 3.56% من الأصوات. خسر مرة أخرى أمام لوهو في بوس في انتخابات عام 2021.
اعتمد برنييه مواقف اقتصادية ليبرتارية في قضايا مثل معارضته لنظام إدارة الإمدادات في صناعة الألبان الكندية والدعم الحكومي للملاعب. عارض الهجرة الجماعية إلى كندا، وأيد إلغاء قانون تعدد الثقافات، ورفض التوافق العلمي بشأن تغير المناخ. خلال جائحة كوفيد-19 في كندا، عارض التطعيم الإلزامي والإجراءات الصحية العامة، وشارك في العديد من المظاهرات المعارضة للإغلاق؛ اعتقل بتهمة انتهاك أحكام الصحة العامة في تجمع في مانيتوبا.

## نشأته وتعليمه
ولد برنييه في سانت-جورج، كيبيك، ابنًا لدرويس (رودريغ) وجيل برنييه، مقدم برامج إذاعية مشهور، الذي مثل قيادة منطقة بوس بين عامي 1984 و1997، أولًا كمحافظ تقدمي وبعدها كمستقل. في مقابلة أجريت في عام 2010 مع جون جيدس، قال برنييه إنه يحترم والده كسياسي من عهد مولروني، ولكنه يحاول عدم تقليده في أسلوبه. أكد برنييه تشكل آراءه نتيجة تربيته في بوس وتجاربه في الحياة. الابن الثاني الأكبر ولديه شقيقتان، بريجيت وكارولين، وشقيق، جيليس الابن. في سن المراهقة، لعب برنييه كرة القدم عضوًا في فريق كوندورز، فريق سيمينير سانت-جورج، الذي فاز بكأس بول دور في عام 1980 في الملعب الأولمبي.
حصل برنييه على درجة البكالوريوس في التجارة من جامعة كيبيك في مونتريال، وأكمل درجة الحقوق في جامعة أوتاوا، وعين في هيئة محامي كيبيك في عام 1990، ولا يزال عضوًا فيها.

## بداية مسيرته
لمدة 19 عامًا، شغل برنييه مناصب في مجال القانون والعديد من المجالات المالية والمصرفية، منها محامٍ في شركة مكارثي تترو، وبعدها فرع في البنك الوطني، ومكتب هيئة الأوراق المالية في كيبيك بصفة مدير للشؤون الشركاتية والعلاقات الدولية، ومستشارًا (مسؤولًا عن الإصلاح الضريبي) في المكتب الخاص ببرنار لاندري، وزير المالية في كيبيك ونائب رئيس الوزراء في ذلك الوقت، بين عامي 1996 و1998، ونائب رئيس الشؤون الشركاتية والاتصالات في شركة ستاندرد لايف أوف كندا. أيضًا، شغل منصب النائب التنفيذي للمعهد الاقتصادي لمونتريال، وهو مركز أبحاث يؤمن بالسوق الحرة في كيبيك، حيث كتب كتابًا عن إصلاح الضرائب.

## مسيرته السياسية
في عام 2005، أصبح برنييه مرشح الحزب المحافظ لمنطقة بوس في الانتخابات الفيدرالية عام 2006. طلب ستيفن هاربر من والد برنييه عودته إلى المعترك السياسي، واقترح هذا الأخير ترشح ابنه بدلًا منه. حصل برنييه على 67% من الأصوات، وهي أكبر غالبية حصل عليها سياسي محافظ خارج ألبرتا. كانت ارتباطاته ببوس، ودعمه للولايات الإقليمية (الذي أيده أيضًا زعيم حزب الائتمان الاجتماعي السابق فابيان رواي) عوامل في فوزه. يرى بعض المحللين السياسيين أن أفكار برنييه كانت تطورًا غير متوقع بالنسبة للحزب المحافظ في كيبيك خلال الانتخابات.

### وزير الصناعة (2006)
كان برنييه عضو برلمان جديد بارز من كيبيك؛ في 6 فبراير 2006، عين وزيرًا للصناعة ووزيرًا مسؤولًا عن إحصاءات كندا. بصفته وزيرًا للصناعة، تولى مسؤولية منصب المسجل العام. خلال فترة ولايته وزيرًا للصناعة، بدأ برنييه إصلاح قطاع الاتصالات، خاصة فيما يتعلق بخدمة الهاتف المحلية. أشاد الأستاذ ريتشارد جيه. شولتز من جامعة مكغيل بمحاولته رفع القيود عن قطاع الاتصالات، معتبرًا إياه «أفضل وزير للصناعة خلال 30 عامًا، دون منازع». وصف جيمس كوان من صحيفة كانيديان بزنس ولاية برنييه بكونها «عصرًا ذهبيًا» لسياسات الأعمال الكندية.

### وزير الخارجية (2007)
في 14 أغسطس 2007، عين برنييه وزيرًا للشؤون الخارجية، خلفًا لبيتر ماكاي، الذي أصبح وزيرًا للدفاع. تقول الشائعات أن هذا التعيين كان لمنع برنييه من دفع وجهات نظره الشخصية، مثل معارضته رفاهية الشركات (دعم الشركات)، بصفته وزيرًا للصناعة. في بداية فترة ولايته، حظي برنييه بثناء من كبار المسؤولين الأجانب بسبب شخصيته الكيّسة.
في مايو 2008، كُشف أن برنييه ترك عن غير قصد كتابًا سريًا في منزل صديقته جولي كويار. بدايةً، دافع رئيس الوزراء ستيفن هاربر عن برنييه، لكنه في النهاية قبل استقالة الأخير في 26 مايو 2008 قائلًا: «إنه مجرد خطأ واحد. خطأ فادح جدًا بالنسبة لأي وزير. لكن هذا الوزير سرعان ما أدرك خطورة هذا الخطأ». جعلت الحادثة برنييه يعيد التفكير في حياته السياسية وقرر تجنب أخذ المعلومات الحكومية خارج مكتبه البرلماني بعد ذلك الحين.
فيما يتعلق بفترة ولايته وزيرًا للشؤون الخارجية، شعر برنييه بعدم الرضا بسبب تحكم مكتب رئيس الوزراء في الحقيبة الوزارية، ما صعّب عليه إنفاذ وجهات نظره بشأن السياسة الخارجية الكندية.

### الصفوف الخلفية (2008 – 2011)
ستة أيام قبيل الانتخابات في عام 2008، نشر كويار كتابًا من المفترض أن يكشف آراء برنييه السرية، مثل معارضته الشخصية لمشاركة كندا في حرب العراق. وصلت النسخة الإنجليزية إلى المرتبة السادسة في قائمة أفضل الكتب المبيعة في جريدة «لا بريس»، بينما وصلت النسخة الفرنسية إلى المرتبة الخامسة. حظي الكتاب بآراء سلبية من قبل بعض ناخبي برنييه. أعيد انتخابه بنسبة 62% من الأصوات، وعين رئيسًا للجنة الدفاع الوطني المختارة.
في عام 2009، بدأ برنييه مدونة وقضى الأربع سنوات التالية في السفر عبر كندا لمناقشة القضايا السياسية. انتقد كل من جان بيير بلاكبورن، وريمون بلانشار، وتوم مولكير، خطابات برنييه، في حين حظيت بإشادة من أندرو كوين، وورن كينسيلا وأندريه برات.